# Take Me to the Hospital
«Take Me to the Hospital» es el vigésimo primer sencillo lanzado por la banda británica de música electrónica The Prodigy, lanzado el 31 de agosto de 2009, el sencillo en CD incluye el remix de Sub Focus y el sencillo de doce pulgadas también incluye un remix de Rusko. Liam Howlett también colaboró con Josh Homme para crear la mezcla «Wreckage» de la canción. Es el tercer sencillo comercial de su quinto álbum de estudio Invaders Must Die, después de «Omen» y «Warrior's Dance», así como el sencillo promocional gratuito del mismo nombre del álbum. Fue el último éxito de la banda en el top 40 del Reino Unido, alcanzando el número 38.
La canción comparte su nombre con el sello discográfico de la banda.
La pista presenta muestras de «Salami Fever» de Pepe Deluxé y «Ragamuffin Duo Take Charge» de Asher D y Daddy Freddy.

## Video musical
El video musical estuvo disponible exclusivamente en la aplicación VidZone para PlayStation 3 el 4 de agosto de 2009; se publicó en el sitio web oficial y en el canal de YouTube al día siguiente. Se filmó en VHS en lugar de un equipo de grabación digital para obtener un aspecto a la vieja escuela de los años 1990. Comienza con tomas de The Prodigy en un edificio abandonado (según la banda es un hospital psiquiátrico abandonado), seguido de baile y caminatas hacia una ambulancia. Después de subirse a la ambulancia continúan cantando mientras la destrozan por dentro. Después de salir, ven a un grupo de personas, que están vestidas de negro y con máscaras de oso, pintan con aerosol y destrozan aún más el vehículo. El video termina con clips adicionales de la banda bailando y cantando la letra, cerrando con la cámara alejándose de la ambulancia ahora irreconocible.

## Lista de canciones
| Sencillo CD |                                             |          |  |
| N.º         | Título                                      | Duración |  |
| 1.          | «Take Me to the Hospital» (09 EQ)           | 3:42     |  |
| 2.          | «Take Me to the Hospital» (Sub Focus remix) | 4:33     |  |

| Vinilo 12" |                                             |          |  |
| N.º        | Título                                      | Duración |  |
| 1.         | «Take Me to the Hospital» (Sub Focus remix) | 4:33     |  |
| 2.         | «Take Me to the Hospital» (Rusko remix)     | 4:23     |  |

| Sencillo CD promocional |                                                                    |          |  |
| N.º                     | Título                                                             | Duración |  |
| 1.                      | «Take Me to the Hospital» (09 EQ)                                  | 3:40     |  |
| 2.                      | «Take Me to the Hospital» (Sub Focus remix)                        | 4:33     |  |
| 3.                      | «Take Me to the Hospital» (Rusko remix)                            | 4:23     |  |
| 4.                      | «Take Me to the Hospital» (Adam F and Horx remix)                  | 5:33     |  |
| 5.                      | «Take Me to the Hospital» (Losers Middlesex A and E remix)         | 5:48     |  |
| 6.                      | «Take Me to the Hospital» (Josh Homme and Liam H's «Wreckage» mix) | 4:09     |  |

| Descarga digital |                                                                    |          |  |
| N.º              | Título                                                             | Duración |  |
| 1.               | «Take Me to the Hospital» (09 EQ edit)                             | 3:15     |  |
| 2.               | «Take Me to the Hospital» (09 EQ)                                  | 3:42     |  |
| 3.               | «Take Me to the Hospital» (instrumental 09 EQ)                     | 3:40     |  |
| 4.               | «Take Me to the Hospital» (Sub Focus remix)                        | 4:33     |  |
| 5.               | «Take Me to the Hospital» (Rusko remix)                            | 4:23     |  |
| 6.               | «Take Me to the Hospital» (Adam F and Horx remix)                  | 5:33     |  |
| 7.               | «Take Me to the Hospital» (Losers Middlesex A and E remix)         | 5:48     |  |
| 8.               | «Take Me to the Hospital» (Josh Homme and Liam H's «Wreckage» mix) | 4:09     |  |
| 9.               | «Take Me to the Hospital» (album version)                          | 3:42     |  |

## Posicionamiento en listas
| Lista (2009)                   | Mejor posición |
| ------------------------------ | -------------- |
| Reino Unido (UK Dance Chart)   | 1              |
| Reino Unido (UK Singles Chart) | 38             |